# 25124 Zahramaarouf
25124 Zahramaarouf è un asteroide della fascia principale. Scoperto nel 1998, presenta un'orbita caratterizzata da un semiasse maggiore pari a 2,8002881 UA e da un'eccentricità di 0,1045808, inclinata di 4,46166° rispetto all'eclittica.